# Bathiorhamnus macrocarpus
Bathiorhamnus macrocarpus là một loài thực vật có hoa trong họ Táo. Loài này được (Capuron) Callm., Phillipson & Buerki mô tả khoa học đầu tiên năm 2008.